# Bardas Focas
Bardas Focas, en grec medieval Βάρδας Φωκᾶς, mort el 13 d'abril de 989, va ser un important militar de l'Exèrcit romà d'Orient que va participar en tres revoltes que es van produir durant el mandat de la Dinastia macedònia.

## Primera rebel·lió: contra Joan Tsimiscés
Bardas formava part de la família dels Focas, una de les més importants famílies nobles de l'Imperi Romà d'Orient del segle x. El seu pare, Lleó Focas el Jove, va ser Curopalata i germà de l'emperador Nicèfor II. Des de molt jove, Bardas va adquirir una gran reputació com a militar.
Si la seva carrera a l'exèrcit va progressar ràpidament, va caure quasi més de pressa. A la mort del seu oncle l'any 970, Bardas i la seva família es van revoltar contra el nou emperador, el seu cosí Joan I Tsimiscés. Bardas va ser proclamat emperador per les tropes acantonades a Cesarea, però la rebel·lió va ser sufocada per un altre comandant, Bardas Escler. Focas i la seva família van ser capturats i desterrats a l'illa de Quios, on va passar els set anys següents.

## Segona revolta: contra Escler
L'any 978, Bardas va ser alliberat de la presó per l'eunuc Basili Lecapè, oncle de l'emperador Basili II Bulgaròcton que llavors era regent de facto., que el va enviar disfressat a Capadòcia país on havia nascut, per tal de revoltar a l'aristocràcia local contra Escler, que intentava un aixecament contra les autoritats imperials i avançava cap a l'Hel·lespont. Ajudat per tropes georgianes procedents d'Ibèria Bagràtida, Focas, després de perdre algunes batalles, va aconseguir sufocar la revolta, i va obtenir la victòria contra Escler a Pankalia. Pels seu serveis se li va concedir el càrrec de Domèstic de les escoles i el comandament de l'exèrcit i se li va donar la missió de reconquerir Alep de mans dels sarraïns. Posteriorment, segons Miquel Psel·los, "se li va donar el privilegi d'un Triomf i va ocupar un lloc entre els amics personals de l'emperador".

## Tercera rebel·lió: contra Basili II
Basili II volia lliurar-se de la tutela del seu oncle. Estava decidit a prendre el control de l'exèrcit, cosaque va alarmar ràpidament tant a Basili Lecapè com Bardas Focas. Lecapè va ser enviat a l'exili el 986, i Bardas Focas apartat del comandament dels exèrcits convertint-lo en duc d'Antioquia de l'Orontes, càrrec que el mantenia lluny de Constantinoble. Animat pel fracàs de l'emperador en la seva lluita contra Samuel de Bulgària, Focas i Escler van iniciar el 987 negociacions secretes, i van acordar una possible divisió de l'imperi: a Escler se li donarien poders extraordinaris a Síria i a Mesopotàmia, mentre Focas seria reconegut emperador. Bardas Focas va ser novament aclamat emperador per les seves tropes el 15 d'agost del 987.
Era un mercadeig inútil, perquè Focas tenia sota el seu poder la major part d'Anatòlia. Poc després de signat l'acord, Focas, que mentrestant havia estat nomenat Domèstic d'Orient, va fer empresonar Escler i va proclamar-se únic pretendent. Es va apropar a Constantinoble, organitzant un atac tant per terra com per mar. Basili II, que veia la situació desesperada, va cridar llavors al seu cunyat Vladimir, Gran Príncep de la Rus de Kíev, que a la primavera del 988 li va enviar un exèrcit format per 6.000 Varegs i va obtenir una victòria rotunda davant de Crisòpolis.
La batalla final va tenir lloc a Abidos de Mísia, el 13 d'abril del 989. Els dos exèrcits estaven davant per davant. Focas va avançar galopant cap a l'emperador situat al davant les seves tropes buscant un combat singular. Els dos homes eren ja a prop,i Focas, que probablement va tenir un atac de cor, va caure del cavall i va morir. Uns soldats li van tallar el cap i el van donar a Basili, acabant així amb la rebel·lió. Una revolta posterior de Bardas Escler va acabar amb un acord amistós.